# Phalacrotophora nedae
Phalacrotophora nedae är en tvåvingeart som först beskrevs av Malloch 1912.  Phalacrotophora nedae ingår i släktet Phalacrotophora och familjen puckelflugor. Inga underarter finns listade i Catalogue of Life.